# Chrysotimus blandus
Chrysotimus blandus är en tvåvingeart som beskrevs av Octave Parent 1934. Chrysotimus blandus ingår i släktet Chrysotimus och familjen styltflugor. Inga underarter finns listade i Catalogue of Life.